# Donald Burgess
Pour les articles homonymes, voir Burgess.
Donald Burgess, né le 8 février 1933 à Hendon, est un coureur cycliste britannique. Il est notamment médaillé de bronze de la poursuite par équipes aux Jeux olympiques d'été de 1952, à Helsinki, avec Ronald Stretton, George Newberry et Alan Newton, et aux Jeux olympiques d'été de 1956, à Melbourne, avec Tom Simpson, Michael Gambrill et John Geddes.

## Palmarès

### Jeux olympiques
- Helsinki 1952
  -  Médaillé de bronze de la poursuite par équipes
- Melbourne 1956
  -  Médaillé de bronze de la poursuite par équipes

### Six Jours
- 1959
  - 3e des Six Jours de Melbourne (avec 	Peter Brotherton)

### Championnats nationaux
- 1951
  - 2e du championnat de Grande-Bretagne de poursuite amateurs